# Бейт-Шеарим
Бейт-Шеарим (ивр. בית שערים‎) — национальный парк на севере Израиля на месте одноимённого древнего города времен римского периода. Находится в 20 км к востоку от Хайфы в южной части подножия Нижней Галилеи. Граничит с городом Кирьят-Тивон на северо-востоке.
Парк известен крупным пещерным некрополем. Ведутся археологические раскопки.
Впервые Бейт-Шеарим упоминается в документах в первой половине I века н. э., хотя место было заселено задолго до того.
В конце II века н. э. Иехуда ха-Наси сделал Бейт-Шеарим местопребыванием Синедриона, что повлекло расцвет города. Некрополь Бейт-Шеарим стал предпочтительным местом для погребения евреев земли Израиля и диаспоры.
Город был разрушен во время подавления еврейского восстания против императора Констанция Галла в 351—352 годах.
В 2002 году некрополь Бейт-Шеарим номинирован Израилем в качестве кандидата на включение в список Всемирного наследия ЮНЕСКО, и  5 июля 2015 года на заседании ЮНЕСКО признан объектом всемирного наследия ЮНЕСКО.